# Vincent and Theo
Vincent and Theo és una pel·lícula britànica de Robert Altman estrenada el 1990.

## Argument
Una evocació de la vida del pintor maleït Vincent van Gogh i de les seves relacions amb el seu germà Théodore, que va fer tot per donar-li suport.

## Repartiment
- Tim Roth: Vincent van Gogh
- Paul Rhys: Théodore van Gogh
- Jip Wijngaarden: Sien Hoornik
- Johanna Ter Steege: Jo Bonger
- Wladimir Yordanoff: Paul Gauguin
- Jean-Pierre Cassel: Dr. Paul Gachet
- Bernadette Rodaud: Margarida Gachet
- Jean-françois Perrier: Léon Boussod
- Jean Castaldi: Pare Tanguy